# Навбахор
«Навбахо́р» (узб. «Navbahor» Namangan futbol klubi/«Навбаҳор» Наманган футбол клуби) — узбекистанский футбольный клуб из города Наманган, который является административным центром одноимённой области (вилоята).
Участник Суперлиги Узбекистана — высшего футбольного дивизиона страны. По итогам сезона-2018 занял 3-е место (среди 12 клубов) во главе с российским тренером Андреем Канчельскисом. А по итогам сезона-2022 команда занял 2-е место во главе с тренером Самвелом Бабаяном. Финалист Кубка Узбекистана 2022 года.
Чемпион Узбекистана (1996), 9-кратный бронзовый призёр, 3-кратный обладатель и финалист Кубка Узбекистана, 1-й обладатель Суперкубка Узбекистана (1999).
«Навбахор» — один из 2-х футбольных клубов Узбекистана (наряду с ташкентским «Пахтакором»), которые участвовали во всех 28 сезонах Суперлиги Узбекистана (до 2017 года называлась Высшей лигой).

## Названия
Наманганский клуб несколько раз менял своё название, последний раз — в 1992 году. Нынешнее название «Навбахо́р» переводится с персо-таджикского языка буквально как Но́вая весна́.
| 1974—1980  | «Текстильщик»  |
| 1981—1983  | «Навбахор»     |
| 1984—1987  | «Автомобилист» |
| 1988—1991  | «Новбахор»     |
| 1992—н. в. | «Навбахор»     |

## История
Был основан в 1974 году под названием «Текстильщик». В первые годы существования участвовал в чемпионате Наманганской области, а позднее — в чемпионате Узбекской ССР.
В 1978 году начал выступать в 5-й зоне Второй лиги чемпионата СССР и в дебютном сезоне занял 21-е место среди 23-х команд.
В 1979 году стал предпоследним, 23-м. В сезоне-1980 наманганский клуб по неизвестным причинам не участвовал в турнирах (нет общедоступных данных).
В 1981 году он был переименован в «Навбахор» и вернулся во Вторую лигу СССР, в которой непрерывно пребывал вплоть до сезона-1990.
В 1984—1987 годах носил название «Автомобилист», а в 1988—1991 годах — «Новбахор». Победителем этой лиги не становился, но занимал в своей зоне итоговые 2-е   (1989 и 1990) и 3-е (1981, 1982 и 1988) места.
В сезоне-1991 наманганцы в 1-й и последний раз в своей истории сыграли в Первой лиге СССР, финишировав 9-ми среди 22-х команд.
В 1992 году клуб был переименован в «Навбахор». После распада СССР и обретения Узбекистаном независимости (во 2-й половине 1991 года) с сезона-1992 стал выступать в национальном чемпионате Узбекистана.
В 1-м в истории чемпионате Узбекистана «Навбахор» наряду с доугими 16 командами был включён в Высшую лигу. По итогам дебютного сезона он занял 5-е место и стал 1-м обладателем национального Кубка Узбекистана.
Затем трижды подряд (1993, 1994 и 1995) «Навбахор» становился бронзовым призёром Высшей лиги, в 1993 году был финалистом Кубка, а в 1995 году во 2-й раз выиграл Кубок Узбекистана.
В сезоне-1996 клуб в 1-й и единственный раз стал чемпионом Узбекистана. Следующие 3 года кряду он снова оказывался бронзовым медалистом, а в 1998 году в 3-й и пока последний раз в своей истории завоевал Кубок Узбекистана.
В 1999 году «Навбахор» также стал 1-м обладателем Суперкубка Узбекистана. В сезонах-2000-2002 он оставался без титулов, но в 2003 и 2004 годах дважды подряд выигрывал бронзу.
С 2005 года в результатах команды наметился определённый спад, и наманганцы стали одними из так называемых «середняков» чемпионата.
Наивысшим достижением клуба в этот период стало 5-е место в сезоне-2017. Однако в 2018 году (спустя 14 лет) «Навбахор» вновь вошёл в число призёров чемпионата Узбекистана, в 9-й раз получив бронзовые медали Суперлиги Узбекистана.

## Достижения
Высшая лига/Суперлига Узбекистана:
- Чемпион (1996).
- Серебряный призёр (2022).
- Бронзовый призёр — 10 раз (1993, 1994, 1995, 1997, 1998, 1999, 2003, 2004, 2018, 2023, 2024).

Кубок Узбекистана:
- Обладатель — 3 раза (1992, 1995, 1998).
- Финалист (1993, 2022, 2024).

Суперкубок Узбекистана:
- Обладатель (1999).

## Статистика выступлений
| Сезон | Лига                                                        | Место             | Кубок         |
| 1978  | Вторая лига СССР                                            | 21 (5-я зона)     | не участвовал |
| 1979  | Вторая лига СССР                                            | 23 (5-я зона)     | не участвовал |
| 1980  | нет данных                                                  | нет данных        | не участвовал |
| 1981  | Вторая лига СССР                                            | 3 (6-я зона)      | не участвовал |
| 1982  | Вторая лига СССР                                            | 3 (7-я зона)      | не участвовал |
| 1983  | Вторая лига СССР                                            | 4 (7-я зона)      | не участвовал |
| 1984  | Вторая лига СССР                                            | 6 (7-я зона)      | не участвовал |
| 1985  | Вторая лига СССР                                            | 9 (7-я зона)      | не участвовал |
| 1986  | Вторая лига СССР                                            | 5 (7-я зона)      | не участвовал |
| 1987  | Вторая лига СССР                                            | 8 (7-я зона)      | не участвовал |
| 1988  | Вторая лига СССР                                            | 3 (7-я зона)      | не участвовал |
| 1989  | Вторая лига СССР                                            | 2 (7-я зона)      | 1/16 финала   |
| 1990  | Вторая лига СССР                                            | 2 (зона «Восток») | 1/32 финала   |
| 1991  | Первая лига СССР                                            | 9                 | 1/16 финала   |
| 1992  | Суперлига Узбекистана (до 2017 года называлась Высшая лига) | 5                 | Обладатель    |
| 1993  | Суперлига Узбекистана (до 2017 года называлась Высшая лига) | 3                 | Финалист      |
| 1994  | Суперлига Узбекистана (до 2017 года называлась Высшая лига) | 3                 | 1/2 финала    |
| 1995  | Суперлига Узбекистана (до 2017 года называлась Высшая лига) | 3                 | Обладатель    |
| 1996  | Суперлига Узбекистана (до 2017 года называлась Высшая лига) | 1                 | 1/4 финала    |
| 1997  | Суперлига Узбекистана (до 2017 года называлась Высшая лига) | 3                 | 1/2 финала    |
| 1998  | Суперлига Узбекистана (до 2017 года называлась Высшая лига) | 3                 | Обладатель    |
| 1999  | Суперлига Узбекистана (до 2017 года называлась Высшая лига) | 3                 |               |
| 2000  | Суперлига Узбекистана (до 2017 года называлась Высшая лига) | 5                 | 1/4 финала    |
| 2001  | Суперлига Узбекистана (до 2017 года называлась Высшая лига) | 4                 | 1/8 финала    |
| 2002  | Суперлига Узбекистана (до 2017 года называлась Высшая лига) | 6                 | 1/16 финала   |
| 2003  | Суперлига Узбекистана (до 2017 года называлась Высшая лига) | 3                 | 1/2 финала    |
| 2004  | Суперлига Узбекистана (до 2017 года называлась Высшая лига) | 3                 | 1/16 финала   |
| 2005  | Суперлига Узбекистана (до 2017 года называлась Высшая лига) | 6                 | 1/2 финала    |
| 2006  | Суперлига Узбекистана (до 2017 года называлась Высшая лига) | 7                 | 1/8 финала    |
| 2007  | Суперлига Узбекистана (до 2017 года называлась Высшая лига) | 8                 | 1/8 финала    |
| 2008  | Суперлига Узбекистана (до 2017 года называлась Высшая лига) | 13                | 1/8 финала    |
| 2009  | Суперлига Узбекистана (до 2017 года называлась Высшая лига) | 14                | 1/8 финала    |
| 2010  | Суперлига Узбекистана (до 2017 года называлась Высшая лига) | 9                 | 1/8 финала    |
| 2011  | Суперлига Узбекистана (до 2017 года называлась Высшая лига) | 6                 | 1/8 финала    |
| 2012  | Суперлига Узбекистана (до 2017 года называлась Высшая лига) | 12                | 1/8 финала    |
| 2013  | Суперлига Узбекистана (до 2017 года называлась Высшая лига) | 11                | 1/8 финала    |
| 2014  | Суперлига Узбекистана (до 2017 года называлась Высшая лига) | 7                 | 1/4 финала    |
| 2015  | Суперлига Узбекистана (до 2017 года называлась Высшая лига) | 8                 | 1/8 финала    |
| 2016  | Суперлига Узбекистана (до 2017 года называлась Высшая лига) | 15                | 1/8 финала    |
| 2017  | Суперлига Узбекистана (до 2017 года называлась Высшая лига) | 5                 | 1/8 финала    |
| 2018  | Суперлига Узбекистана (до 2017 года называлась Высшая лига) | 3                 | 1/16 финала   |
| 2019  | Суперлига Узбекистана (до 2017 года называлась Высшая лига) | 8                 | 1/4 финала    |
| 2020  | Суперлига Узбекистана (до 2017 года называлась Высшая лига) | 8                 | 1/4 финала    |
| 2021  | Суперлига Узбекистана (до 2017 года называлась Высшая лига) | 7                 | 1/8 финала    |
| 2022  | Суперлига Узбекистана (до 2017 года называлась Высшая лига) | 2                 | финалалист    |
| 2023  | Суперлига Узбекистана (до 2017 года называлась Высшая лига) | 3                 | 1/2 финала    |
| 2024  | Суперлига Узбекистана (до 2017 года называлась Высшая лига) | 3                 | финалалист    |

## Участие в азиатских кубках
«Навбахор» четыре раза участвовал в азиатских клубных турнирах. В сезоне 1996/1997 годов как действующий обладатель Кубка Узбекистана 1995, участвовал во второй по престижу клубном турнире АФК — Кубке обладателей кубков Азии, где остановился уже во втором отборочном раунде.
В сезоне 1997/1998 годов наманганский клуб участвовал как действующий чемпион Узбекистана в Азиатском кубке чемпионов (ныне называется Лигой чемпионов АФК), где не смог выйти из группы, заняв третье место.
В третий раз «Навбахор» участвовал в азиатских кубках в сезоне 1999/2000, когда принимал участие в качестве действующего обладателя Кубка Узбекистана 1998 в Кубке обладателей кубков Азии, в котором дошёл до полуфинала.
В четвертый раз Наманганские спасаны участвовали в лиге чемпионов АФК 2023/2024 как вице-чемпионы чемпионата Узбекистана
| Сезон     | Турнир                        | Раунд                | Соперник       | Дома | В гостях | Всего |
| --------- | ----------------------------- | -------------------- | -------------- | ---- | -------- | ----- |
| 1996/1997 | Кубок обладателей кубков Азии | Первый раунд         | Аль-Кува       | 5-2  | 4-1      | 6-6   |
| 1996/1997 | Кубок обладателей кубков Азии | Второй раунд         | Эстегляль      | 4-1  | 3-0      | 4-4   |
| 1997/1998 | Азиатский кубок чемпионов     | Первый раунд         | Динамо Душанбе | 3-0  | 2-1      | 4-2   |
| 1997/1998 | Азиатский кубок чемпионов     | Второй раунд         | Ниса           | 6-1  | 2-2      | 8-3   |
| 1997/1998 | Азиатский кубок чемпионов     | Групповой этап       | Аль-Ансар      |      | 0-0      |       |
| 1997/1998 | Азиатский кубок чемпионов     | Групповой этап       | Аль-Хиляль     | 1-3  |          |       |
| 1997/1998 | Азиатский кубок чемпионов     | Групповой этап       | Персеполис     |      | 1-1      |       |
| 1999/2000 | Кубок обладателей кубков Азии | Второй раунд         | Кайсар         | 1-0  | 2-2      | 3-2   |
| 1999/2000 | Кубок обладателей кубков Азии | 1/4 финала           | Аль-Ахли       | 2-0  | 6-1      | 3-6   |
| 1999/2000 | Кубок обладателей кубков Азии | Полуфинал            | Аль-Завраа     | 1-2  |          | 1-2   |
| 1999/2000 | Кубок обладателей кубков Азии | Матч за третье место | Бангкок Банк   |      | 1-3      | 1-3   |

Статистика выступлений в азиатских кубках
| Сезоны | Матчи | Победы | Ничьи | Поражения | Забитые голы | Пропущенные голы |
| ------ | ----- | ------ | ----- | --------- | ------------ | ---------------- |
| 4      | 25    | 10     | 6     | 9         | 44           | 41               |

## Главные тренеры
| Годы       | Главный тренер              |
| ---------- | --------------------------- |
| 1974—1980  | нет данных                  |
| 1981       | Пётр Болдырёв               |
| 1983       | нет данных                  |
| 1984       | Сергей Доценко              |
| 1985—1987  | Павел Ким                   |
| 1988—1989  | Геннадий Неделькин          |
| 1989       | Валерий Гладилин            |
| 1990—1991  | Игорь Волчок                |
| 1992       | Биродар Абдураимов          |
| 1993       | Бахтияр Бабаев              |
| 1993       | Усмон Аскаралиев            |
| 1994—1995  | Шариф Назаров               |
| 1995       | Биродар Абдураимов          |
| 1995       | Николай Любарцев            |
| 1995—1997  | Виктор Джалилов             |
| 1997       | Бахтияр Бабаев              |
| 1998       | Леонид Остроушко            |
| 1998—2000  | Виктор Джалилов             |
| 2003       | Игорь Волчок                |
| 2004—2005  | Рахим Курбанмамедов         |
| 2005—2006  | Рустам Забиров              |
| 2007       | Ильдар Сакаев               |
| 2007—2008  | Толиб Бабаев                |
| 2009       | Рахим Курбанмамедов (и. о.) |
| 2009       | Мустафа Байрамов (и. о.)    |
| 2009       | Сергей Ковшов               |
| 2010       | Мустафа Байрамов            |
| 2010       | Виктор Джалилов             |
| 2010       | Сергей Ковшов               |
| 2011       | Ильдар Сакаев               |
| 2012—2013  | Мустафа Байрамов            |
| 2014—2015  | Бахтиёр Ашурматов           |
| 2016       | Рашид Гафуров               |
| 2017—2018  | Ильхом Муминджонов          |
| 2018—2019  | Андрей Канчельскис          |
| 2019       | Мустафа Байрамов            |
| 2019       | Деян Джурджевич             |
| 2019—2020  | Андрей Канчельскис          |
| 2020—2021  | Нумон Хасанов               |
| 2021—2022  | Виктор Джалилов             |
| 2022—2024  | Самвел Бабаян               |
| 2024—н. в. | Сергей Лущан                |

## Болельщики, принципиальные соперники, дерби, прозвища
У «Навбахора» имеется очень большая армия болельщиков и фанатов. Почти на каждом домашнем матче наманганского клуба стадион заполняется до отказа.
Принципиальными соперниками «Навбахора» считаются ферганский «Нефтчи» и «Андижан» из одноимённого города. Эти клубы являются главными командами 3-х соседствующих демографически крупных регионов Узбекистана — Наманганской, Ферганской и Андижанской областей (вилоятов).
Они расположены в Ферганской долине, считающейся одной из самых плодородных земель в Узбекистане и всей Средней Азии.
Матчи между 3-мя этими клубами вызывают огромный интерес не только среди их болельщиков, но и у любителей футбола со всего Узбекистана.
Данное противостояние называется «Де́рби доли́ны» (узб. Vodiy derbisi/Водий дербиси) и ведёт свою историю ещё с советских времён.
«Навбахор» имеет множество прозвищ среди болельщиков, наиболее распространённые из них: «Сапса́ны» (узб. Lochinlar/Лочинлар), «Наманганцы» (узб. Namanganliklar/Наманганликлар) и «Красно-белые» (узб. Qizil-oqlar).